# Zasada nadzoru kraju macierzystego
Zasada nadzoru kraju macierzystego – stanowi, że działalność instytucji kredytowej na terytorium innego państwa członkowskiego UE podlega nadzorowi bankowemu tego państwa, które wydało zezwolenie na prowadzenie działalności bankowej przez daną instytucję kredytową. Macierzyste państwo członkowskie to główny podmiot odpowiedzialny nie tylko za nadawanie licencji instytucjom kredytowym, ale także za wykonywanie funkcji nadzorczych nad ich działalnością przy użyciu instrumentów ostrożnościowych.
Jest to zasada dopełniająca zasadę jednolitej licencji. Bez jej wprowadzenia, praktyczne stosowanie single licence nie byłoby możliwe. Jest gwarantem odpowiedniego poziomu bezpieczeństwa działalności bankowej, nadzoru oraz właściwego poziomu usług na terytorium całego rynku wspólnotowego.
Właściwe władze nadzorcze kraju macierzystego mogą przeprowadzić czynności kontrolne w oddziale instytucji kredytowej we własnym zakresie lub poprzez osoby upoważnione przez te władze, po uprzednim zawiadomieniu Komisji Nadzoru Bankowego o terminie i zakresie kontroli.

## Nadzór
Kontroli podlega przede wszystkim przestrzeganie przez instytucje kredytowe zasad rozważnego gospodarowania i bezpieczeństwa finansowego, a więc płynności płatniczej. Komisja Nadzoru Bankowego oraz właściwe władze kraju macierzystego przekazują sobie nawzajem informacje niezbędne do monitorowania płynności i wypłacalności instytucji kredytowych, w celu ułatwienia współpracy między nimi. Informacje te dotyczą głównie:
- zarządzania instytucjami kredytowymi i ich strukturą własności,
- zasad gwarantowania depozytów,
- koncentracji zaangażowań,
- zasad rachunkowości,
- stosowanych procedur administracyjnych,
- systemu kontroli wewnętrznej,
- trybu i zasad przeprowadzania czynności kontrolnych,
- środków podjętych w ramach nadzoru.

### Instrumenty ostrożnościowe
Instrumenty ostrożnościowe określone są w dyrektywie 2000/12/WE. Do najważniejszych z nich należą:
1. Współczynnik wypłacalności, czyli relacja funduszy własnych do sumy aktywów i pozycji pozabilansowych ważonych ryzykiem. Instytucje kredytowe zobligowane są do utrzymywania wypłacalności na poziomie minimalnym równym 8%.
2. Współczynnik koncentracji i monitorowania kredytów:

- wyznacza dopuszczalne zaangażowanie instytucji kredytowej wobec jednego klienta lub grupy powiązanych ze sobą kapitałowo klientów, na poziomie 10% funduszy własnych,
- określa łączne zaangażowanie instytucji kredytowej, obejmujące aktywa bilansowe i pozycje pozabilansowe w ramach jednego klienta lub grupy powiązanych ze sobą kapitałowo klientów na poziomie nie wyższym niż 25% funduszy własnych tej instytucji,
- stanowi, iż suma wszystkich zaangażowań nie może przekroczyć wartości 800% funduszy własnych instytucji kredytowej.

Państwa członkowskie mogą wyznaczać bardziej rygorystyczne normy zaangażowania.

## Gwarantowanie depozytów
Zgodnie z obowiązującym ustawodawstwem unijnym depozyty w oddziałach banków zagranicznych są gwarantowane przez odpowiedni fundusz gwarancyjny kraju macierzystego.
Niejednorodność zasad gwarancji depozytów w różnych krajach Unii Europejskiej może być wykorzystana do stwarzania pozorów przewagi konkurencyjnej przez oddziały banków, których siedziba mieści się w krajach o wyższej kwocie gwarantowania. Tak prowadzona akcja marketingowa może być szkodliwa, zwłaszcza jeśli stawia w wątpliwość wiarygodność i adekwatność krajowego systemu gwarancyjnego.
W świetle globalnego kryzysu finansowego i problemów oddziałów zagranicznych banków islandzkich można mieć wątpliwości co do efektywności samej konstrukcji oraz funkcjonalności systemu gwarantowania depozytów na szczeblu unijnym (lub szerzej: wewnątrz Europejskiego Obszaru Gospodarczego).
Doświadczenie Islandii pokazuje, że sprawowanie nadzoru nad zagranicznymi oddziałami, jak i gwarantowanie gromadzonych przez nie depozytów przez instytucje z kraju macierzystego może się okazać nieefektywne w czasie kryzysu uderzającego nie w pojedyncze instytucje, ale w cały sektor bankowy. Dysponenci systemów gwarancyjnych mogą być ponadto zainteresowani zaspokojeniem w pierwszej kolejności roszczeń deponentów z kraju macierzystego. Dodatkowym problemem jest ryzyko kursowe – klienci oddziałów zagranicznych otrzymują środki w walucie nie własnej, ale kraju macierzystego upadłej instytucji.